# Distretto di Rogassa
Il distretto di Rogassa è un distretto della provincia di El Bayadh, in Algeria.

## Comuni
Il distretto di Rogassa comprende 3 comuni:
- Cheguig
- Kef El Ahmar
- Rogassa